# Melovo
Melovo (cyr. Мелово) – wieś w Serbii, w okręgu jablanickim, w mieście Leskovac. W 2011 roku liczyła 44 mieszkańców.